# イェンニ・ハウキオ
イェンニ・エリナ・ハウキオ（フィンランド語: Jenni Elina Haukio、1977年4月7日 - ）は、詩人、前フィンランド大統領夫人。

## 経歴
1977年4月7日、フィンランドのポリに生まれ、2001年にトゥルク大学で政治学の学位を修得した。
ハウキオがニーニストと出会った2005年当時、彼女は国民連合党のために働いていた。ハウキオは雑誌Nykypäiväの取材でニーニストのインタビューを行っている。2人はのちにカップルとなったが、2009年1月3日に結婚したことが公になるまで、秘密を保った。ニーニストは最初の妻と1995年に死別しており、再婚である。2018年2月2日、ハウキオは第一子を出産した。
2012年3月1日にサウリ・ニーニストがフィンランド大統領に就任したことを受け、ハウキオはファーストレディとなった。

## 叙勲

### 国内
- フィンランド : フィンランド白薔薇勲章

### 国外
- ノルウェー : ノルウェー王室功労勲章（英語版）[6]
- スウェーデン : 北極星勲章（英語版）[7]
- デンマーク : ダンネブロ勲章
- エストニア : テッラ・マリアナ十字勲章